# پارک ملی کورشسکایا
پارک ملی کورشسکایا (انگلیسی: Curonian Spit National Park) یک پارک ملی حفاظت‌شده در استان کالینینگراد کشور روسیه است.